# Тухув (гміна)
Гміна Тухув (пол. Gmina Tuchów) — місько-сільська гміна у південній Польщі. Належить до Тарновського повіту Малопольського воєводства.
Станом на 31 грудня 2011 у гміні проживало 18064 особи.

## Площа
Згідно з даними за 2007 рік площа гміни становила 100.14 км², у тому числі:
- орні землі: 65.00%
- ліси: 23.00%

Таким чином, площа гміни становить 7.07% площі повіту.

## Населення
Станом на 31 грудня 2011:
| Опис     | Загалом | Загалом | Чоловіки | Чоловіки | Жінки | Жінки |
| -------- | ------- | ------- | -------- | -------- | ----- | ----- |
| одиниця  | осіб    | %       | осіб     | %        | осіб  | %     |
| все      | 18064   | 100     | 8927     | 49.42    | 9137  | 50.58 |
| міське   | 6687    | 100     | 3288     | 49.17    | 3399  | 50.83 |
| сільське | 11377   | 100     | 5639     | 49.56    | 5738  | 50.44 |

## Сусідні гміни
Гміна Тухув межує з такими гмінами: Ґромник, Жепенник-Стшижевський, Плесьна, Риґліце, Скшишув, Тарнув, Шежини.